# فن الترتية
يشير فن التُرتيَّة إلى الفنون الجميلة التي تستخدم الرقاق باعتبارها لوحه قماش. تُخبز التُرتيَّة، وغالبًا ما تكون مُغطاة بالأكريليك مطليةً أو مطبوعةً. الغرض من فن التُرتيَّة هو عكس الأصول الثقافية للشيكانو للفنان. ويُعد فن التُرتيَّة تقنية مستخدمة في العديد من البلدان. وفقاً لأحد فناني التُرتيَّة.
«أنا أستخدم التُرتيَّة كقطعة قماش لأنها جزء لا يتجزأ من تراثي والثقافة الإسبانية. أما بالنسبة لموضوع لوحات التُرتيَّة الخاصة بي، أستخدم الصور التي تمثل اللاتينيين، لنقل آمالهم وفنونهم ومعتقداتهم وتاريخهم. نظرًا لأن التُرتيَّة منحتنا الحياة، فأنا أعطيها حياة جديدة باستخدامها كوسيلة فنية.»
- جو برافو
مؤامرة التُرتيَّة العظيمه هي مجموعة تستخدم فن التُرتيَّة كوسيط، وتقع في سان فرانسيسكو منطقة البعثة، وتضم الأعضاء جوزيف «جوس» سانس، رينيه يانييز، ريو يانييز، وآرت هازيلوود.